# 1re étape du Tour d'Italie 2015
Pour un article plus général, voir Tour d'Italie 2015.
La 1re étape du Tour d'Italie 2015 se déroule le samedi 9 mai 2015, entre San Lorenzo al Mare et San Remo sur une distance de 17,6 km, courue sous la forme d'un contre-la-montre par équipes. Comme l'année précédente, elle est remportée par l'équipe australienne Orica-GreenEDGE, devant les équipes Tinkoff-Saxo et Astana. Le coureur australien Simon Gerrans revêt le premier maillot rose de ce Giro.

## Parcours
Le Giro 2015 commence avec un contre-la montre-par équipes en Ligurie, une particularité incluse chaque année depuis le Tour d'Italie 2006. Le parcours qui est plat, est tracé presque entièrement le long de la piste cyclable de la Riviera dei Fiori. Il se termine sur le Lungomare Italo Calvino à San Remo, lieu d'arrivée de la course Milan-San Remo entre 2008 et 2014.

## Déroulement de la course
Les deux favoris sont les équipes Sky qui vient de remporter le contre-la-montre par équipes du Tour de Romandie et Orica-GreenEDGE, vainqueur l'an dernier à Belfast et qui a aligné une équipe incluant plusieurs spécialistes du contre-la-montre en vue de la victoire sur cette étape.
Lampre-Merida est la première équipe à s'élancer (cinq minutes séparent chaque équipe) et réalise un temps de 20 minutes et 25 secondes. Leur temps est amélioré par Ag2r-La Mondiale, avec 11 secondes d'avance, puis par Astana. L'équipe kazakhe devance de 35 secondes le meilleur temps en 19 minutes 39 secondes et reste en tête pendant une heure, étant plus rapide que les équipes  Sky et Etixx-Quick Step, en tête à mi-parcours. Leur temps est finalement battu par Orica-GreenEDGE en 19 minutes 26 secondes. Tinkoff-Saxo, pourtant en avance au premier point intermédiaire après 9,9 km de course, se contente de la deuxième place, après avoir perdu du temps dans la dernière partie. L'Australien Simon Gerrans premier coureur de son équipe à avoir franchi la ligne, devient le premier leader de la course. Il déclare plus tard qu'il ne pense pas garder le maillot rose longtemps et que Michael Matthews prendrait probablement le maillot le lendemain à l'issue du sprint,.
Parmi les favoris de ce Tour d'Italie, Alberto Contador (Tinkoff-Saxo) est le mieux placé, à 7 secondes. Fabio Aru a six secondes de retard sur lui, et Richie Porte (Sky), dont l'équipe a terminé neuvième de l'étape, vingt secondes.

## Résultats

### Classement de l'étape
| Classement de l'étape | Classement de l'étape | Classement de l'étape | Classement de l'étape |
|                       | Équipe                | Pays                  | Temps                 |
| --------------------- | --------------------- | --------------------- | --------------------- |
| 1re                   | Orica-GreenEDGE       | Australie             | en 19 min 26 s        |
| 2e                    | Tinkoff-Saxo          | Russie                | + 7 s                 |
| 3e                    | Astana                | Kazakhstan            | + 13 s                |
| 4e                    | Etixx-Quick Step      | Belgique              | + 19 s                |
| 5e                    | Movistar              | Espagne               | + 21 s                |
| 6e                    | IAM                   | Suisse                | + 25 s                |
| 7e                    | BMC Racing            | États-Unis            | + 25 s                |
| 8e                    | FDJ                   | France                | + 26 s                |
| 9e                    | Sky                   | Royaume-Uni           | + 27 s                |
| 10e                   | Katusha               | Russie                | + 27 s                |
| modifier              |                       |                       |                       |

## Classements à l'issue de l'étape

### Classement général
| Classement général | Classement général | Classement général | Classement général | Classement général |
|                    | Coureur            | Pays               | Équipe             | Temps              |
| ------------------ | ------------------ | ------------------ | ------------------ | ------------------ |
| 1er                | Simon Gerrans      | Australie          | Orica-GreenEDGE    | en 19 min 26 s     |
| 2e                 | Michael Matthews   | Australie          | Orica-GreenEDGE    | + 0 s              |
| 3e                 | Michael Hepburn    | Australie          | Orica-GreenEDGE    | + 0 s              |
| 4e                 | Pieter Weening     | Pays-Bas           | Orica-GreenEDGE    | + 0 s              |
| 5e                 | Simon Clarke       | Australie          | Orica-GreenEDGE    | + 0 s              |
| 6e                 | Esteban Chaves     | Colombie           | Orica-GreenEDGE    | + 0 s              |
| 7e                 | Manuele Boaro      | Italie             | Tinkoff-Saxo       | + 7 s              |
| 8e                 | Roman Kreuziger    | République tchèque | Tinkoff-Saxo       | + 7 s              |
| 9e                 | Michael Rogers     | Australie          | Tinkoff-Saxo       | + 7 s              |
| 10e                | Alberto Contador   | Espagne            | Tinkoff-Saxo       | + 7 s              |
| modifier           |                    |                    |                    |                    |

### Classement du meilleur jeune
| Classement du meilleur jeune | Classement du meilleur jeune | Classement du meilleur jeune | Classement du meilleur jeune | Classement du meilleur jeune |
|                              | Coureur                      | Pays                         | Équipe                       | Temps                        |
| ---------------------------- | ---------------------------- | ---------------------------- | ---------------------------- | ---------------------------- |
| 1er                          | Michael Matthews             | Australie                    | Orica-GreenEDGE              | en 19 min 26 s               |
| 2e                           | Michael Hepburn              | Australie                    | Orica-GreenEDGE              | + 0 s                        |
| 3e                           | Esteban Chaves               | Colombie                     | Orica-GreenEDGE              | + 0 s                        |
| modifier                     |                              |                              |                              |                              |

### Classements par équipes

#### Classement au temps
| Classement par équipes au temps | Classement par équipes au temps | Classement par équipes au temps | Classement par équipes au temps |
|                                 | Équipe                          | Pays                            | Temps                           |
| ------------------------------- | ------------------------------- | ------------------------------- | ------------------------------- |
| 1re                             | Orica-GreenEDGE                 | Australie                       | en 19 min 26 s                  |
| 2e                              | Tinkoff-Saxo                    | Russie                          | + 7 s                           |
| 3e                              | Astana                          | Kazakhstan                      | + 13 s                          |
| modifier                        |                                 |                                 |                                 |

#### Classement aux points
|   | Équipe          | Pays       | Points |
| - | --------------- | ---------- | ------ |
| 1 | Orica-GreenEDGE | Australie  | 50     |
| 2 | Tinkoff-Saxo    | Russie     | 35     |
| 3 | Astana          | Kazakhstan | 25     |

## Abandon
- George Bennett (Lotto NL-Jumbo) : non partant[4]